# Sam Wyche
Samuel David Wyche (Atlanta, 5 gennaio 1945 – Pickens, 2 gennaio 2020) è stato un giocatore di football americano e allenatore di football americano statunitense nella National Football League (NFL).

## Carriera
Wyche fu il quarterback e capo-allenatore dei Cincinnati Bengals e allenatore dei quarterback dei San Francisco 49ers. Come capo-allenatore guidò i Bengals al Super Bowl XXIII, perso contro i 49ers 20–16, dopo avere subito il touchdown decisivo nell'ultimo minuto. Divenne anche noto per avere introdotto la no-huddle offense come attacco standard (invece di essere utilizzato solo alla fine del tempo).
Wyche allenò Cincinnati dal 1984 al 1991 e le sue 64 vittorie con i Bengals rimasero un record di franchigia finché furono superate da Marvin Lewis nel 2011.
Wyche militò anche nei Washington Redskins, i Detroit Lions, i St. Louis Cardinals e i Buffalo Bills.

## Palmarès
- American Football Conference Championship: 1

Cincinnati Bengals: 1988